# 22495 Fubini
22495 Fubini este un asteroid din centura principală de asteroizi.

## Descriere
22495 Fubini este un asteroid din centura principală de asteroizi. A fost descoperit pe 6 mai 1997 la Prescott (Arizona) de Paul G. Comba. Asteroidul prezintă o orbită caracterizată de o semiaxă mare de 2,81 ua, o excentricitate de 0,15 și o înclinație de 8,9° în raport cu ecliptica.